# Муху (волость)
Муху (ест. Muhu vald) — волость в Естонії на острові Муху. Входить до складу повіту Сааремаа.

## Положення
Площа волості — 198 км², чисельність населення на 19 квітня 2010 року становила 1697 осіб.
Адміністративний центр волості — село Лііва. До складу волості входить ще 51 село.
Найбільшими селами є Хелламаа (Hellamaa), Когува (Koguva), Куівасту (Kuivastu), Лііва (Liiva), Ниммкюла (Nõmmküla) та Пядасте (Pädaste).
інші села: Алйава (Aljava), Вахтрасте (Vahtraste), Ванамиіса (Vanamõisa), Вііра (Viira), Виікюла (Võiküla), Вилла (Võlla), Ігакюла (Igaküla), Калласте (Kallaste), Кантсі (Kantsi), Капі (Kapi), Кессе (Kesse), Кюласема (Külasema), Лахекюла (Laheküla), Лаллі (Lalli), Леескопа (Leeskopa), Лехтметса (Lehtmetsa), Лепіку (Lepiku), Левалипме (Levalõpme), Ліннусе (Linnuse), Лиетса (Lõetsa), Миега (Mõega), Миісакюла (Mõisaküla), Мяла (Mäla), Наутсе (Nautse), Нурме (Nurme), Оіна (Oina), Паенасе (Paenase), Палласмаа (Pallasmaa), Піірі (Piiri), Пиітсе (Põitse), Пяелда (Päelda), Пярасе (Pärase), Раегма (Raegma), Раннакюла (Rannaküla), Раугі (Raugi), Ребаскі (Rebaski), Рідасі (Ridasi), Рінсі (Rinsi), Роотсівере (Rootsivere), Рясса (Rässa), Сімісті (Simisti), Соопда (Soonda), Сууремиіса (Suuremõisa), Тамсе (Tamse), Тупенурме (Tupenurme), Тусті (Tusti).
У волості розташоване озеро Виїярв.